# Bottarga
Bottarga is een visspecialiteit van Sardinië maar komt ook voor in andere gebieden langs de Middellandse Zee, zoals Sicilië. Het ontstaat door de conservatie van viseieren. De eitjes van de harder (Italiaans: bottarga di muggine), de tonijn (in de goedkopere versie afkomstig van het tonijnrijke eiland Sant'Antioco) of soms zelfs de zwaardvis worden, nog in de zak waarin ze in de vis zitten (kuit), gezouten en tussen houten planken geperst om vervolgens op koele, luchtige plaatsen te drogen. Inmiddels komt uit Nederland ook bottarga. Hier worden harders (ook wel witte zalm genoemd) gevangen in de Zeeuwse stromen met de zegen.

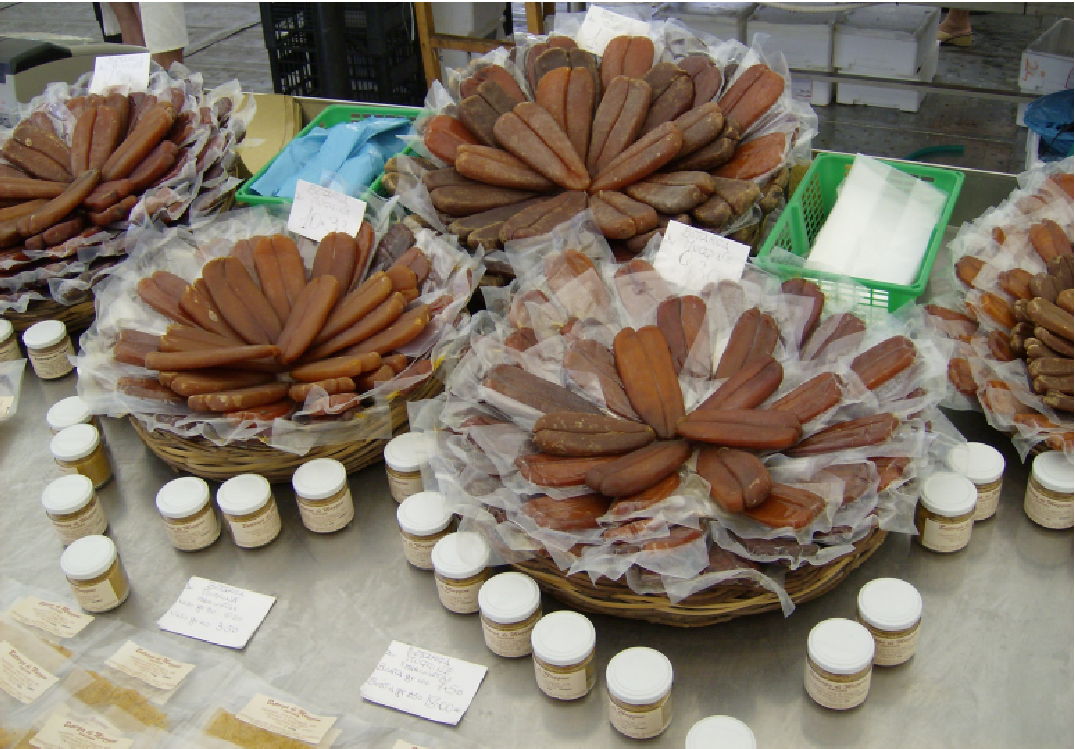
Bottarga op de San Benedetto-markt in Cagliari, Sardinië

## Bottarga en gastronomie
Bottarga wordt meestal verkocht in een stuk, dat geraspt wordt en samen met knoflook en olijfolie spaghetti begeleidt. Ook wordt het vaak in dunne plakjes gesneden en met olijfolie gegeten op geroosterd brood.
Daarnaast wordt bottarga ook verkocht in potjes waarin het al geraspt is. Dit is de vorm die je meestal tegenkomt als je bottarga in Nederland koopt. Doordat de bottarga al is geraspt droogt hij sneller uit en gaat er meer van de smaak verloren, zoals ook het geval is met geraspte kaas.
Bottarga is in Italië vrij duur, maar in Nederland vragen de verkopers heel hoge prijzen doordat bottarga hier een 'exotisch' product is. In veel gevallen wordt bottarga van tonijn (Italiaans: bottarga di tonno) verkocht zonder dit erbij te zeggen, terwijl het een inferieure bottarga is ten opzichte van die van harder (Italiaans: bottarga di muggine).
Een goede bottarga is donkerrood van kleur en in het midden lichter, tegen oranje aan. Naarmate de bottarga ouder wordt en blootgesteld wordt aan lucht (na openen van de vacuümverpakking), ontwikkelt zich schimmel op de bottarga. Echter, deze schimmel zit aan het buitenste vliesje van de bottarga, dat gemakkelijk eraf gehaald kan worden alvorens de bottarga te raspen.

## Etymologie
De etymologie van het woord bottarga geeft aan dat het waarschijnlijk door de Arabieren is geïntroduceerd op het eiland.  De etymologische afkomst van dit woord geeft echter interessante informatie over de cultuur van het Middellandse Zeegebied rond de 15e eeuw.
Over de etymologische afkomst van het woord bottarga* zijn de meningen echter verdeeld. Volgens Quatremère, zoals vermeld in de Oxford English Dictionary, komt het woord oorspronkelijk van het Oudgriekse ταρίχιον,  stukje zoutevis. Met het Koptische onbepaalde lidwoord ou- voor het Oudgriekse ταρίχιον ontstond volgens Quatremère de vorm outarakhon. Via het Koptisch kwam het woord vervolgens, zo stelt de Oxford English Dictionary, tot het Arabische buţarkhah (meervoud buţārikh). Het Italiaans, dat veel invloeden kent uit de Arabische wereld, nam dit in de vorm bottarga over.
Deze etymologie van dit woord is aannemelijk, zo laat Stern zien, aangezien būrī, Arabisch voor harder, een vissoort is die veel voorkomt in de Nijldelta, wat blijkt uit de afbeelding ervan in vele oude Egyptische monumenten. Ook middeleeuwse moslims schreven veelvoudig over de būrī: Yaqut beschrijft de burīvis; Ibn Battuta verklaart dat in de districten van al-Burlus, Nastaraw en Damietta de vissoort veelvuldig voortkomt en geëxporteerd werd naar Syrië, Anatolië en Caïro. Būrī wordt ook genoemd door al-Maqrīzī, die de naam ervan herleidt tot de stad Bura, ten noordwesten van Damietta.
Via de handel die Egypte dreef met Beiroet en Kreta, maar ook met Venetië en Pisa, zou dit woord uiteindelijk in het Italiaans terechtgekomen zijn. Dit toont aan dat bottarga in feite een invloed is geweest van de Arabische (culinaire) cultuur die in Sardinië eigen is gemaakt.
Echter, Huhges en Wasson zijn het oneens met deze onzorgvuldige en onkritische verklaring en stellen dat to those familiar with the rôle botargo has played (and still plays) in the Mediterranean, it would seem intrinsically unlike that the ultimate origin of its name should be a hybrid of Greek and Coptic, forged in Egypt or Ethiopia, when for centuries the two sources of the botargo of the Mediterranean world have been the lakes of Tunis and the Black Sea.
Dus de herkomst van het woord bottarga, namelijk van het Koptische woord outarakhon (samenvoeging van het Koptische onbepaalde lidwoord ou- met het reeds boven genoemde Griekse ταρἱχιον), achten Hughes en Wasson onhoudbaar: Nor, if outarakhon is the original, does the etymology explain whence came the B which is so prominent a feature in the English, Italian and Arabic borrowings.
De oorsprong van het woord bottarga moet uiteindelijk liggen, aldus Hughes en Wasson, in de Griekse zin ῲὰ τἁριχα, wat eieren (van vis) geconserveerd door te zouten betekent – een omschrijving van bottarga die veel meer voor de hand ligt dan het Koptische ou-τταρίχιον. Dit des te meer wanneer blijkt dat deze zin vaak voorkomt in de antieke Griekse literatuur, waarbij er kaviaar (gezouten eieren van vis) dan wel bottarga (gezouten en gedroogde eieren van vis nog in de omvattende membraan) bedoeld wordt.
Met ῲὰ τάριχα komen Hughes en Wasson echter nog niet bij bottarga. De oplossing hiervoor lijken ze gevonden te hebben in de dialecten van het Nieuwgrieks. In Oudgrieks werd het woord ῲόν in de Hellenistische periode eerst vervangen door ὠόν en later in het standaard-Nieuwgrieks door αὐγόν. Dat betekent dat ῲὰ τἁριχα in het moderne Grieks, waarbij het van meervoud naar enkelvoud ging, αὐγὁ τάριχο werd en voorts de samenvoeging αὐγοτάριχον.
Echter, hoewel αὐγόν de betekenis van ei kreeg in standaard-Nieuwgrieks, zijn er andere vormen ontstaan die gebruikt worden in de dialecten. Hiermee komen Hughes en Wasson bij de ontbrekende schakel tussen outarakhon en buţarkhah – de B. Immers, in het Pontische dialect is ei ὠβό; in het dialect van Axó (centraal Klein-Azië) is het ὀβό; en in dat van Ferték en Sílata is het βό. Dus als gevolg hiervan werd αὐγοτάραχο in de dialecten achtereenvolgens ὠβοτάραχο, ὀβοτάριχο en βοτάριχο.
Hiermee is duidelijk hoe ῲὰ τἁριχα zich kon vormen in het Arabische buţarkhah, ook als men weet dat de Griekse β als [V] geklonken heeft voor eeuwen. Het Arabisch namelijk heeft geen [V] klank en verving daarom deze klank uit de woorden die het opnam van deze vorm van het Grieks voor de meest natuurlijke klank die ze hadden, de [B]. Arabisch uiteraard, zo vervolgen Hughes en Wasson, beschouwde het woord als B-T-R-KH en varieerde de klinkers vervolgens naar eigen, lokaal gebruik.
Concluderend kan dus gesteld worden dat de Arabieren het woord buţarkhah overnamen van de Grieken, die ze bottarga zagen eten, maken en verkopen en dat de Italianen het woord weer overnamen van de Arabieren. Er bestaat ook een Italiaanse tekst uit de vijftiende eeuw vertaald vanuit het Grieks naar het Latijn, waar het woord bottarga gebruikt wordt naast het Latijnse ova tarycha (wat geen Latijn is, maar slechts een fonetische vertaling van ὀβά τάριχα), wat aangeeft dat de bottarga al bekend was bij de Italianen, via de Arabieren, vóórdat deze in contact kwamen met de Griekse vissers uit de Zwarte Zee. Bottarga, ontstaan in de antieke Griekse periode, werd dus geïntroduceerd door de Arabieren via het Griekse dialect en niet via het Koptisch dan wel via het Latijn.**
Er bestaan, zo blijkt uit het bovenstaande, dus onenigheden over de afkomst van het woord bottarga. Dit kan ermee te maken hebben dat vele onderzoeken die gedaan zijn naar de etymologie van het woord uitgevoerd zijn door onderzoekers uit Engelssprekende landen, waar, zo als Hughes en Wasson al opmerken, bottarga niet bepaald een van de meest voorkomende ingrediënten was. Uit een artikel van Williams blijkt echter dat de Engelssprekenden de bottarga wel degelijk kenden – en het ook aten. Zo komt het voor in een passage uit het dagboek van Samuel Pepys van 5 juni 1661 (Drinking great draughts of claret, and eating botargo, and bread and butter) en beschrijft de Nederlandse Amerikaan Bernard Romans het eveneens in een beschrijving van West Florida in 1772:
I Cannot help relating, he says, that in the Winters of the Years One thousand seven hundred and sixty nine and seventy I lay by the side of a Spaniard in Aisa Hatcha [now Indian River] who during Six Weeks made up a Cargo of Two Thousand Arobas [sic] of Red and Black Drum Fish, dry'd and salted, Besides Several hundred Turbots and fourteen Thousand Mullet rows made into Botango.....
Zo introduceerde Romans, of iemand die Romans' tekst kopieerde, het Engelse woord, of ghost-word zoals Williams het noemt, botango, wat ongetwijfeld een spelfout is van het in 1598 uit het Arabische buţārih via het Italiaanse bottargo in het Engels overgenomen botarge, waarmee de verwerkte kaviaar van de harder werd aangeduid.***

## Bottarga in de Sardijnse cultuur[10]
Ongeacht de twijfels over de etymologie van bottarga is het dus zeer waarschijnlijk dat de techniek van het maken ervan geïntroduceerd is in Sardinië door de Arabieren, aangezien Sardinië, zoals al eerder vermeld, een geliefd eiland was voor bezetting en controle van de Middellandse Zee. Er zijn dan ook, net als in andere delen van zuid Italië en met name Sicilië velen Arabische invloeden te herkennen in de Sardinische keuken.
Op gastronomisch gebied zijn de meeste invloeden die de Arabieren naar Sardinië brachten van de in de achtste eeuw bloeiende keuken van Bagdad. Het rijke Bagdad, in de achtste eeuw tot hoofdstad gemaakt door de Abbasid dynastie, bouwde in deze periode voort op de duizenden jaren van ontwikkeling die de Perzische keuken had doormaakt en via de islam verspreidde deze keuken zich over het gebied. Met de expansie van de Arabieren en de islam echter, verspreidde ook de Perzische gastronomie – die zich geconfronteerd zag in de Iberische en Italiaanse (schier)eilanden met groene bodems en een overvloed aan water. Voor de koks uit Perzië (de Mongolen hadden Bagdad in de dertiende eeuw vernietigd, waardoor het hart van de Perzische cultuur weer verschoof naar de Perzische binnenlanden) waren dit de paradijzen op aarde. Zij maakten hier gebruik van de in Sardinië aanwezige ingrediënten en importeerden de dingen die ze er niet vonden, zoals saffraan, citrusvruchten, artisjokken en spinazie, of niet konden verbouwen, zoals peper en kaneel, uit Perzië.
Wanneer echter de bottarga door de Arabieren in Sardinië terechtkwam, in het Sardinische sa buttàriga, is onzeker. Het oudste document waarin bottarga genoemd wordt dateert uit 1386 en is een brief van een verzekeringsbedrijf naar aanleiding van een schipbreuk in de buurt van Oristano waarbij bottarga en gedroogde palingen aan boord waren.
Wat opvallend is aan bottarga in Sardinië – de enige plaats waar het gemaakt wordt – is dat het in het verleden nooit geëxporteerd werd. Zoals boven is beschreven was Sardinië altijd al een geïsoleerd eiland en zelfs binnen het eiland bleven de contacten beperkt. Zo is het ook dat men in de kustgebieden bottarga kende, maar in het binnenland niemand er ooit van had gehoord. Echter, ook in deze kustgebieden werd bottarga niet verhandeld. Het werd slechts gegeten in de vissersfamilies die, doordat zij visten, ook bottarga hadden. Bottarga, met andere woorden, was dus geen product in Sardinië, maar puur een bijkomstigheid bij het vissen.
Binnen deze families werd de bottarga dus wel gegeten en het maken van de bottarga, wat een erg precies en moeilijk werk is, was een taak van de vrouwen, die met een mes, een arresojas, de vissen opensneden om vervolgens met de hand de zak met eieren en voorzichtig uit te halen. Hierna werden ze eieren tussen planken geperst en in de lucht gedroogd.
Deze productie-methode veranderde gedurende honderden jaren niet en al die tijd bleef men bottarga ook niet als een product zien. Pas halverwege de negentiende eeuw kwam hier verandering in en begon men bottarga te maken als product op zich.
Het is pas halverwege de jaren zeventig dat de grote veranderingen kwamen die de rol van bottarga drastisch zouden beïnvloeden. Door enerzijds nieuwe wetten, en anderzijds de opkomst van de toeristische gebieden in Sardinië zoals de Costa Smeralda, steeg de productie van bottarga. In Costa Smeralda steeg de vraag als gevolg van rijke toeristen die de authentieke Sardinische producten wilden eten. Hierdoor was er meer bottarga nodig. Tegelijkertijd veranderden de wetten met betrekking tot hygiëne, waardoor er in de eerste plaats roestvrij staal gebruikt moest worden om de eieren te persen en in de tweede plaats ventilatie gebruikt moest worden om te drogen in plaats van de buitenlucht. De grootste verandering was echter de nieuwe methode van het bewaren van de bottarga. Waar vroeger de gedroogde eieren werden ingesmeerd met wax of paraffine, werd de bottarga nu in een beschermde atmosfeer vacuüm verpakt in plastic.
Deze veranderingen zorgden ervoor dat er meer bottarga gemaakt én geconserveerd kon worden en dat er dus kon worden voldaan aan de vraag uit de toeristische gebieden, zelfs in de pieken tijdens het hoogseizoen. Doordat er een ruime aanbod ontstond, werd er vervolgens op deze aanbod in gespeeld door een nog grotere vraag en zo versterkte beide ontwikkelingen elkaar en groeide de productie van bottarga enorm.
De gevolgen van deze veranderingen echter waren dat de producenten van bottarga machines nodig hadden om vacuüm te verpakken, om door middel van ventilatie te drogen en met roestvrij staal te persen. Daarnaast werden de eieren voor de bottarga, als gevolg van de vervuiling van de lagunes waar de harders verblijven voordat ze paren, en als gevolg van de kleiner wordende lagunes door drooglegging voor bebouwing, steeds minder makkelijk verkrijgbaar in Sardinië en moesten ze geïmporteerd worden. Deze import, in combinatie met de benodigde materialen en dus kapitaal, ontbraken over het algemeen bij families en dat had tot gevolg dat alleen bedrijven nog maar bottarga konden maken. Tussen 1980 en 2000 steeg het aantal bedrijven dan ook van twee tot het huidige aantal van nu, vijftien.
De eieren van de bottarga worden tegenwoordig geïmporteerd uit Zuid-Amerika (Mexico), Noord-Amerika (Florida Keys), Afrika (Mauritanië), Azië (Japan) en Australië en het verkrijgen van eieren voor de productie van bottarga vergt dus enerzijds contacten met grote tussenhandelaren over de hele wereld en aan de andere kant dollars, aangezien alles in dollars wordt betaald.
Doordat familieproductie om bovenstaande redenen onmogelijk is geworden en alleen bedrijven nog maar bottarga kunnen maken, verdwijnen de informele contacten en met name ook de kennis. Sinds de eierzakken kant-en-klaar worden aangeleverd om gedroogd te worden, gaat de kennis over de beginfase van de productie, vóór het drogen, doordat deze niet meer van generatie tot generatie overgedragen wordt, verloren. Nieuwe kennis die noodzakelijk is voor de nieuwe methoden van productie, met name van het drogen, is in de fabrieken grotendeels gecodificeerd. Dit heeft als gevolg dat de kennis die opgedaan is, in het merendeel van de gevallen door familie, niet overgedragen wordt aan nakomelingen uit de familie maar gereguleerd opgenomen wordt in het bedrijf. Producenten verkrijgen hun kennis tegenwoordig dan ook vooral uit wat ze zien in bedrijven – en vijftien procent van de kennis van de productie, zo schatten Sassu & Sechi, gaat hierbij verloren. Traditie wordt vervangen door bedrijfspraktijk.****
Van deze bedrijven zijn er nu vijftien, waarvan acht in Cagliari, een plaats die gunstig is voor transport en fabrieken maar waar helemaal geen traditie is geweest van bottarga. Dit resulteert dan ook in het feit dat de bottarga voor meer dan vijftig procent verkocht wordt binnen de regio en slechts elf procent binnen de provincie (en dertig procent nationaal en zes internationaal). De bedrijven die nu bottarga produceren zitten dus niet in de gebieden waar het veel gegeten wordt, zoals Cabras en tegenwoordig vooral de Costa Smeralda. Het grootste deel van de productie van bottarga gaat naar hotels en restaurants en veel minder naar groothandelaren of distributeurs.
Slechts een van de vijftien bedrijven importeert zijn eieren niet uit het buitenland – te herkennen aan de methode die op Sardinië gebruikt werd om de eieren uit de vis te halen, namelijk mét een gedeelte van de buikspier aan de eierzak vast, de biddiu, navel, in tegenstelling tot de geïmporteerde eieren die schoongemaakt en zonder vlees in Sardinië aankomen – wat betekent dat de overigen voor hun productie afhankelijk zijn van grondstoffen (de eieren) uit het buitenland. Met andere woorden, de productie van het traditionele en typische Sardinische product bottarga is afhankelijk van de aanvoer van buitenlandse eieren (99,3% ten opzichte van 0,6% uit de eigen regio). Dit kan uiteraard blijven bestaan totdat een van de toeleveranciers besluit de eieren zelf te verwerken in plaats van vers te versturen.
Hiermee is er geen zekerheid wat betreft de mogelijkheid tot productie, maar ook wat betreft de kwaliteit, van bottarga. Bottarga is echter niet gewoon bottarga, maar is een deel van de Sardinische cultuur en identiteit. Dit deel van de identiteit is nu – via fabrieken – niet meer in handen van de Sardiniërs zelf. Het feit dat men in Sardinië de bottarga echter wel als een eigen product ziet en als een belangrijk deel van de cultuur, wat beschermd moet worden door de Sardiniërs zelf, blijkt ook uit het feit dat van de vijftien bottarga-bedrijven er maar één aangesloten is bij de nationale visverwerkingsorganisatie Associazione Nazionale Conservieri Ittici e delle Tonnare. Tevens valt op dat de relatief kleinere bedrijven die bottarga produceren zich vooral toeleggen op de traditionele bottarga van harder, terwijl de grotere bedrijven, die minder gebonden zijn aan de traditionele productie, ook nieuwe varianten hebben geïntroduceerd, zoals naast de relatief weinig voorkomende bottarga van tonijn en van zwaardvis de productie van gerookte en in olie gelegde vis.*****
Ongeacht de pogingen dus van de Sardiniërs om de bottarga zelf, als een deel van hun eigen identiteit, te kunnen controleren, zijn zij, mede door de groeiende vraag die de redding van de bottarga leek, terechtgekomen in een afhankelijke positie. Dit maakt bottarga tot een kwetsbaar product en opnieuw, zo merken Piras en Medagliani op, ondervinden de Sardiniërs de negatieve effecten van dat wat vanuit de zee komt: toeristen. Sassu & Sechi eindigen dan ook met de aanbeveling een garantie van afkomst te geven aan bottarga die volledig geproduceerd is in Sardinië, op zo'n manier dat de bottarga een overlevingskans heeft.

## Voetnoten
[*] Ook wel buttàrga, pottarga of botargo.
[**] Hughes en Wasson eindigen met de opmerking dat de Pontische vorm van ὠβόν – waarvan de vormen van de andere dialecten duidelijk afstammen – een oude link heeft met het Grieks, namelijk als het prehistorische ὠϝό. Ὡϝό is de voorloper van het klassieke (Attische) woord ᾠόν, waarbij de Ϝ (digamma), die stond voor de [w]-klank, veranderde in een geaspireerde, met de lippen voortgebrachte klank [v], door de tussenkomst van de bilabiale β.
[***] Het is aannemelijk dat dit een spel- of schrijffout is geweest, aangezien Romans er vele spelfouten op nahielden, zoals ook het in het bovenstaande citaat genoemde rows, wat een spelfout is van roes.
[****] Ook het werk dat vroeger door de vrouw werd gedaan, namelijk het verwijderen van de eierzakken uit de vis, wordt nu, als het al gedaan wordt, in de fabrieken door mannen gedaan.
[*****] Uit Sassu & Sechi's eigen onderzoek is gebleken dat de kleinere bedrijven zich vooral toeleggen op bottarga van harder en op verse vis, terwijl de grotere bedrijven van alles wat maken, en waarbij bottarga minder dan de helft van de productie bepaalt.